# Navette provençale
La  navette provençale (en español: nave o lanzadera provenzal) es un pastel preparado para las celebraciones de la Candelaria, en Provenza, Francia. Su forma simbolizaría el bote que trajo a las Santas Marias a la costa de Provenza y explica su nombre (siendo navette la forma abreviada de  nave en provenzal). También tiene una similitud obvia en la forma con una lanzadera de tejido.
La navette es una galleta o panecillo con forma de rombo alargado, partida en la parte superior, bastante dura, poco dulce y generalmente aromatizada con azahar, y preparada a base de harina de trigo, polvo de hornear, azúcar y mantequilla.

## Tradición
La Candelaria, es una fiesta cristiana, que corresponde tanto a la purificación de la Virgen María, a la presentación de Jesús en el templo de Jerusalén como a la llegada de las Santas Marías a las costas de Provenza. Esta antigua fiesta de las velas (del latín, candela), el día en que comemos tortitas, se ha convertido así en Provenza, en la que se degustan las navettes.
Se compraban por docenas para corresponder a los doce meses del año. Estas galletas, que supuestamente traían suerte a quien las conseguía, se convertían en talismanes contra el rayo y el fuego cuando, en la misma casa, había velas cuya llama protegía las granjas y los rediles durante las tormentas.

## Tres tipos
Hay tres tipos de navettes en Provenza. La clásica, que se aromatiza con agua de azahar, la de Marsella, simple, y la provenzal, más tierna pero que se conserva menos. Se elabora a base de harina de trigo, azúcar, mantequilla, huevos y ralladura de limón.